# Огнев, Геннадий Николаевич
Геннадий Николаевич Огнев (род. 29 сентября 1946, Кузьминка, Горьковская область) — бригадир фрезеровщиков Волжского объединения по производству легковых автомобилей (АвтоВАЗ), полный кавалер ордена Трудовой Славы.

## Биография
Родился 29 сентября 1946 года в деревне Кузьминка Горьковской области. Русский.
Окончил школу в родном селе и начал трудовую деятельность начал в геологоразведочной экспедиции. Затем три года служил в Советской армии.
В 1969 году приехал в город Тольятти, устроился работать на Волжский автомобильный завод инструментальщиком, затем стал фрезеровщиком. Окончил учебный центр ВАЗа.
Находится на пенсии, живёт в городе Тольятти.

## Награды
Указами Президиума Верховного Совета СССР от 28 марта 1978 года и 10 июня 1986 года Огнев Геннадий Николаевич награждён орденами Трудовой Славы 3-й и 2-й степеней соответственно. Указом Президента СССР от 5 мая 1991 года Огнев был награждён орденом Трудовой Славы 1-й степени.